# (13004) Aldaz
(13004) Aldaz est un astéroïde de la ceinture principale.

## Description
(13004) Aldaz est un astéroïde de la ceinture principale. Il fut découvert le 15 septembre 1982 à la station Anderson Mesa par Edward L. G. Bowell. Il présente une orbite caractérisée par un demi-grand axe de 2,59 UA, une excentricité de 0,30 et une inclinaison de 14,2° par rapport à l'écliptique.

## Compléments